# Walter Pyramid
La Walter Pyramid, anteriormente conocida como Pirámide de Long Beach es el estadio del equipo de baloncesto y voleibol de la Universidad Estatal de California, Long Beach.El edificio consta de 18 plantas, tiene capacidad para 8.500 espectadores, y aloja un gimnasio y un centro de conferencias.
Su construcción finalizó en 1998, con un presupuesto de 22 millones de dólares.
El edificio adopta la forma de una pirámide de 105m (345 pies) de lado, y su acabado exterior está formado íntegramente por planchas de aluminio corrugado de color azul oscuro.